# 日立国分トルメンタ
日立国分トルメンタ（ひたちこくぶトルメンタ）は、茨城県日立市を本拠地に活動していた男子バレーボールチームである。

## 歴史
1954年にチーム創部。1984年に実業団リーグ昇格を果たすも、その後は一進一退、地域リーグで苦しい戦いが続いていた。
チームにとって転機となったのは1996年。NKKでプレーしていた元日本代表の井上謙が加わり、翌年の地域リーグを制して実業団リーグ復帰を果たした。1999年にはV1リーグ（実業団リーグから改称）優勝を果たし、初めてＶリーグとの入れ替え戦に進出（旭化成に敗れ、昇格はならず）。2000年、V1リーグ2位で再び入れ替え戦に進出。豊田合成に連勝して念願のVリーグ昇格を決めた。
昇格に伴い、愛称を「トルメンタ」に決定。これはスペイン語で嵐を意味し、Vリーグで嵐を巻き起こすという意気込みを表したものである。
初のVリーグとなった第7回Vリーグ（2001年）では、苦戦しながらも前年に四強入りした堺ブレイザーズを破るなど、4勝を挙げ大いに健闘した。翌年はオーストラリア代表のデビット・ベアードを獲得。飛躍を目指すもチームは開幕から流れを掴めず、18戦全敗の最下位に終わった。
入れ替え戦に勝利し、残留を決めた直後の2002年4月2日、翌月の黒鷲旗全日本選手権をもって活動を休止することが発表された。同大会終了後の同年5月11日に行われたセレモニーをもってチームとしての活動を終了。
企業チームでありながら、チームの運営費の大半を社員や地域住民を中心とした後援会の会費から捻出していた。一方で選手は社業を行いながらプレーしていたことから、クラブチームに近いチーム体制であったといえる。

## その後
休部後、サントリーに移籍した2選手を除いて社業専念となった。その一方で前年より活動していたクラブチーム「日立Wavelakers」でプレーを続けている。このチームでは2004年の黒鷲旗全日本選手権に出場している。

## 成績

### 主な成績
プレミアリーグ（日本リーグ／Vリーグ）
- 優勝なし
- 準優勝なし

黒鷲旗全日本選手権
- 優勝なし
- 準優勝なし

### 年度別成績
| 大会名       | 大会名           | 順位   | 参加チーム数 | 試合数 | 勝 | 敗 | 勝率  |
| ------------ | ---------------- | ------ | ------------ | ------ | -- | -- | ----- |
| 実業団リーグ | 第15回 (1983/84) | 7位    | 8チーム      | 14     | 2  | 12 | 0.143 |
| 実業団リーグ | 第16回 (1984/85) | 6位    | 8チーム      | 14     | 5  | 9  | 0.357 |
| 実業団リーグ | 第17回 (1985/86) | 8位    | 8チーム      | 14     | 2  | 12 | 0.143 |
| 実業団リーグ | 第29回 (1997/98) | 5位    | 8チーム      | 14     | 7  | 7  | 0.500 |
| V1リーグ     | 第1回 (1998/99)  | 優勝   | 8チーム      | 14     | 13 | 1  | 0.929 |
| V1リーグ     | 第2回 (1999/00)  | 準優勝 | 8チーム      | 14     | 11 | 3  | 0.786 |
| Vリーグ      | 第7回 (2000/01)  | 9位    | 10チーム     | 18     | 4  | 14 | 0.222 |
| Vリーグ      | 第8回 (2001/02)  | 10位   | 10チーム     | 18     | 0  | 18 | 0.000 |

## 在籍していた主な選手・スタッフ
- 井上謙
- 坂本雄一郎
- 清水克彦
- 桑田鎮典